# 138

## Esdeveniments
- 25 de febrer - Roma: Davant la mort prematura de Luci Aureli Ver Cèsar, l'emperador Hadrià adopta Antoní Pius com a successor.
- 10 de juliol - Roma: Antoní Pius és investit nou emperador després de la mort d'Hadrià.

## Necrològiques
- 1 de gener - Roma: Luci Aureli Ver Cèsar, previst successor de l'emperador Hadrià.
- 10 de juliol - Roma: Hadrià, emperador.